# 松前マグロ三色丼
松前マグロ三色丼（まつまえマグロさんしょくどん）は、北海道松前町で販売されているご当地グルメの丼である。

## 概要
2009年、道の駅「北前船 松前」オープンの目玉商品として販売を開始した。「マグロのそぼろ」「マグロのユッケ」「マグロの竜田揚げ」を乗せた3種の小ぶりな丼が提供される。
松前産の布海苔を使った味噌汁と、松前漬も付く。
2011年から丼の中身を「漬け」「揚げ」「サラダ風」に統一し、提供店それぞれが趣向を凝らした味を提供するように、リニューアルが行われた。